# Superautomatic
 (janvier 2024).
Si vous disposez d'ouvrages ou d'articles de référence ou si vous connaissez des sites web de qualité traitant du thème abordé ici, merci de compléter l'article en donnant les références utiles à sa vérifiabilité et en les liant à la section « Notes et références ».
Albums de Subway
Live 5 titres
(1998) Rien ne se voit
(2003)
Superautomatic est un album du groupe de rock français Subway.

## Titres de l'album
1. Des Mensonges Et Des Mots
2. Ch. 12
3. Rendez-Vous Sur Mars
4. Marie S'ennuie
5. Crois Moi
6. 100
7. Little Girl
8. L'Opinion Bête
9. J'ai Oublié
10. Eva
11. Janis
12. December